# Донмыанг (станция)
Донмыанг (тайск. ดอนเมือง) — станция на главной линии, расположенная в одноимённом районе Бангкока. Управляется компанией «Государственные железные дороги Таиланда».

## Общие сведения
Установленный километраж — 22,21 км от станции Хуалампхонг.
Станции Донмыанг присвоена 1 классность.
Со станции есть возможность перейти в терминал одноимённого аэропорта.